# Фабиан, Беттина
Беттина Фабиан (венг. Fábián Bettina; Пустой шаблон {{ВД-Преамбула}} ) — венгерская пловчиха, специалистка в плавании на открытой воде, трёхкратная чемпионка Европы, призёр чемпионатов мира и Европы. Участница летних Олимпийских игр 2024 года.

## Карьера
Фабиан родилась и выросла в Сегеде, где выступала и тренировалась в местном клубе «Szeged Úszó Egylet». В 2021 году переехала в Будапешт, чтобы тренироваться в клубе «Ferencvárosi Torna». Осенью 2024 года недолго выступала за Университет штата Северная Каролина, где её тренировал главный тренер Брейден Холлоуэй.
В 2023 году на чемпионате мира в Фукуоке Беттина в эстафете стала обладателем серебряной медали.
В феврале 2024 года на чемпионате мира в Дохе Фабиан в сставе венгерской команды стала бронзовым призёром в эстафете. В июне 2024 года на чемпионате Европы в Белграде завоевала чемпионство в эстафете и стала бронзовым призёром в индивидуальном заплыве на 5 км.
На Олимпийских играх в Париже Фабиан стартовала на открытой воде на дистанции 10 километров. Пришла к финишу с пятым результатом.
В 2025 году на чемпионате мира в Сингапуре завоевала две бронзовые медали на спринтерской дистанции 3 км и в смешанной командной эстафете.